# Урибе, Хулио Сесар
Хулио Сесар Урибе Флорес (исп. Julio César Uribe Flores; род. 9 мая 1958, Лима) — перуанский футболист и футбольный тренер.

## Клубная карьера
Антонио Гонсалес — воспитанник столичного перуанского клуба «Спортинг Кристал». На профессиональном уровне Урибе дебютировал 10 декабря 1975 года в матче против «Альянса Лимы». В составе столичной команды он неоднократно выигрывал национальный чемпионат. В 1981 году вошёл в число лучших футболистов Южной Америки.
В 1982 году Урибе перебрался в итальянский «Кальяри», выступавший в то время в Серии А. Однако по итогам чемпионата команда покинула элиту и следующие 2 сезона он выступал в Серии B.

## Карьера в сборной
Хулио Сесар Урибе дебютировал в составе сборной Перу 10 октября 1979 года в домашнем товарищеском матче против сборной Парагвая (хозяева уступили со счётом 2:3). Последний свой матч за национальную команду Урибе провёл 27 августа 1989 года в рамках отборочного турнира Чемпионата мира 1990, в котором перуанцы дома проиграли сборной Уругвая со счётом 0:2.

## Статистика выступлений

### Клубная
| Команда                | Сезон            | Чемпионат        | Чемпионат | Чемпионат | Кубок | Кубок | Прочее | Прочее | Итого | Итого |
| Команда                | Сезон            | Уров.            | Игры      | Голы      | Игры  | Голы  | Игры   | Голы   | Игры  | Голы  |
| ---------------------- | ---------------- | ---------------- | --------- | --------- | ----- | ----- | ------ | ------ | ----- | ----- |
| Спортинг Кристал       | 1975             | I                | ?         | ?         | ?     | ?     | ?      | ?      | ?     | ?     |
| Спортинг Кристал       | 1976             | I                | ?         | ?         | ?     | ?     | ?      | ?      | ?     | ?     |
| Спортинг Кристал       | 1977             | I                | ?         | ?         | ?     | ?     | ?      | ?      | ?     | ?     |
| Спортинг Кристал       | 1978             | I                | ?         | ?         | ?     | ?     | ?      | ?      | ?     | ?     |
| Спортинг Кристал       | 1979             | I                | ?         | ?         | ?     | ?     | ?      | ?      | ?     | ?     |
| Спортинг Кристал       | 1980             | I                | ?         | ?         | ?     | ?     | ?      | ?      | ?     | ?     |
| Спортинг Кристал       | 1981             | I                | ?         | ?         | ?     | ?     | ?      | ?      | ?     | ?     |
| Спортинг Кристал       | 1982             | I                | ?         | ?         | ?     | ?     | ?      | ?      | ?     | ?     |
| Спортинг Кристал       | Итого            | Итого            | ?         | ?         | ?     | ?     | ?      | ?      | ?     | ?     |
| Кальяри                | 1982/83          | I                | 20        | 2         | 4     | 0     | 0      | 0      | 24    | 0     |
| Кальяри                | 1983/84          | II               | 31        | 4         | 5     | 2     | 0      | 0      | 36    | 6     |
| Кальяри                | 1984/85          | II               | ?         | ?         | ?     | ?     | ?      | ?      | ?     | ?     |
| Кальяри                | Итого            | Итого            | ?         | ?         | ?     | ?     | ?      | ?      | ?     | ?     |
| Спортинг Кристал       | 1985             | I                | ?         | ?         | ?     | ?     | ?      | ?      | ?     | ?     |
| Атлетико Хуниор        | 1986             | I                | ?         | ?         | ?     | ?     | ?      | ?      | ?     | ?     |
| Америка Кали           | 1987             | I                | ?         | ?         | ?     | ?     | ?      | ?      | ?     | ?     |
| Америка Мехико         | 1987/88          | I                | ?         | ?         | ?     | ?     | ?      | ?      | ?     | ?     |
| Спортинг Кристал       | 1988             | I                | ?         | ?         | ?     | ?     | ?      | ?      | ?     | ?     |
| Америка Кали           | 1989             | I                | ?         | ?         | ?     | ?     | ?      | ?      | ?     | ?     |
| Текос УАГ              | 1989/90          | I                | ?         | ?         | ?     | ?     | ?      | ?      | ?     | ?     |
| Спортинг Кристал       | 1991             | I                | ?         | ?         | ?     | ?     | ?      | ?      | ?     | ?     |
| Индепендьенте Медельин | 1992             | I                | ?         | ?         | ?     | ?     | ?      | ?      | ?     | ?     |
| Энвигадо               | 1992             | ?                | ?         | ?         | ?     | ?     | ?      | ?      | ?     | ?     |
| Карлос А. Маннуччи     | 1993             | I                | ?         | ?         | ?     | ?     | ?      | ?      | ?     | ?     |
| Всего за карьеру       | Всего за карьеру | Всего за карьеру | ?         | ?         | ?     | ?     | ?      | ?      | ?     | ?     |

Источники:
- Статистика выступлений взята с источник (недоступная ссылка)

### В сборной
| Голы Урибе за сборную Перу | Голы Урибе за сборную Перу | Голы Урибе за сборную Перу | Голы Урибе за сборную Перу | Голы Урибе за сборную Перу | Голы Урибе за сборную Перу | Голы Урибе за сборную Перу |
| №                          | Дата                       | Место проведения           | Соперник                   | Счёт                       | Соревнование               |                            |
| -------------------------- | -------------------------- | -------------------------- | -------------------------- | -------------------------- | -------------------------- | -------------------------- |
| 1                          | 12 ноября 1980             | Лима                       | Уругвай                    | 1:1                        | Товарищеский матч          |                            |
| 2                          | 4 февраля 1981             | Лима                       | Чехословакия               | 1:3                        | Товарищеский матч          |                            |
| 3                          | 16 августа 1981            | Лима                       | Колумбия                   | 2:0                        | Отборочный турнир ЧМ 1982  |                            |
| 4                          | 23 августа 1981            | Монтевидео                 | Уругвай                    | 2:1                        | Отборочный турнир ЧМ 1982  |                            |
| 5                          | 18 апреля 1982             | Будапешт                   | Венгрия                    | 2:1                        | Товарищеский матч          |                            |
| 6                          | 18 апреля 1982             | Будапешт                   | Венгрия                    | 2:1                        | Товарищеский матч          |                            |
| 7                          | 17 мая 1982                | Лима                       | Румыния                    | 2:0                        | Товарищеский матч          |                            |
| 8                          | 28 апреля 1985             | Бразилиа                   | Бразилия                   | 1:0                        | Товарищеский матч          |                            |
| 9                          | 2 июня 1985                | Сан-Кристобаль             | Венесуэла                  | 1:0                        | Отборочный турнир ЧМ 1986  |                            |

Итого: 39 матчей / 9 голов; источник.

## Достижения

### В качестве игрока
«Спортинг Кристал»
- Чемпион Перу (4): 1979, 1980, 1988, 1991

«Америка Мехико»
- Чемпион Мексики (1): 1987/88

### В качестве тренера
«Сьенсиано»
- Победитель Клаусуры и вице-чемпион Перу (1): 2006

«Текос УАГ»
- Обладатель Кубка обладателей кубков КОНКАКАФ (1): 1995